# Crómlech de Portela de Mogos
El crómlech de Portela de Mogos (también dos Mogos) es uno de varios grandes monumentos de piedra de la cultura megalítica en el distrito de Évora, en la región de Alentejo en el sureste del actual Portugal.

## Ubicación
El círculo de piedra se encuentra en la cima de una colina a unos 20 km (distancia en automóvil) al noroeste de la ciudad de Évora a una altitud de aproximadamente 400 m. El círculo de piedras de Vale Maria do Meio está a unos 2 km al noreste y el cómlech de los Almendros, mucho más grande y famoso, está a unos 10 km al suroeste. Los menhires de San Sebastião también están cerca.

## Historia
El cromlech, de solo unos 15 × 12 m de tamaño, se creó en el período de transición del Neolítico a la Edad del Bronce, es decir, en el período de 3500 a 4000 a. d. C. Fue descubierto en 1966 en un bosque cercano a Almendres y ha sido ligeramente restaurado desde entonces.

## Megalitos
Durante las excavaciones llevadas a cabo en 1995/96 se encontró que seis de las 40 piedras, en su mayoría ovaladas o con bulbos, tienen grabados planos, especialmente de caras, por lo que deben contarse entre las estatuas-menhir. 21 piedras grandes están colocan en posición vertical y 15 forman un semicírculo hacia el oeste. Las seis restantes, incluida la mayor, se encuentran frente al semicírculo. Otras 19, que, como en el caso de Almendres, podrían haber pertenecido a un círculo ovalado, se encuentran tiradas por el suelo.

## Grabados
Sobre la superficie de los megalitos se encuentran representaciones de cazoletas, báculos, líneas incisas, en zig zag y formas circulares grabadas. Los menhires grabados se ven predominantemente como mujeres, ya que algunos pares de representaciones redondas se interpretan como senos. Los rostros estilizados están enmarcados por semicírculos que se han interpretado como lúnulas.

## Reutilización
Nuevas excavaciones muestran la reutilización (quizás como necrópolis) del crómlech de Portela de Mogos y del par de menhires de São Sebastião 1. En ambos lugares se encontraron numerosos fragmentos de cerámica (cuencos pequeños, en su mayoría en forma de cuña) que se pueden fechar a principios de la Edad del Bronce.